# 黑斑狗鱼
黑斑狗鱼（学名：Esox reicherti）也称阿穆尔狗鱼（英語：Amur pike），在中国东北俗名狗鱼，为輻鰭魚綱狗魚目狗鱼科狗鱼属分布于东北亚的一种掠食性淡水鱼，體長可達115（45英寸）。
黑斑狗鱼主要分布于黑龙江水系的嫩江、松花江、乌苏里江、鄂嫩河、贝尔湖、额尔古纳河、石勒喀河和音果达河等，以及达赉湖、镜泊湖、五大连池湖、绥芬河和库页岛的波罗奈河等。该物种的模式产地在鄂嫩河、英戈达河。 
可作為食用魚及遊釣魚。